# Immaculée Ilibagiza

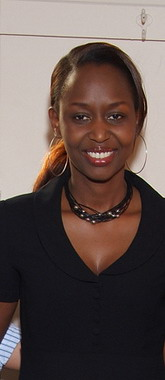
Immaculée Ilibagiza, 2007

Immaculée Ilibagiza (ur. 1972) – rwandyjska pisarka katolicka. Pochodzi z plemienia Tutsi. Jej pierwsza i najsłynniejsza książka, Ocalona, aby mówić (2006), jest autobiograficzną pracą wspominającą okoliczności przetrwania w czasie ludobójstwa w 1994 roku.
Książka opowiada o 91 dniach z życia autorki, która wraz z siedmioma innymi kobietami podczas ludobójstwa w Rwandzie ukrywała się w łazience o wymiarach ok. 1 x 1,2 m, w domu znajomego pastora. Prawie cała rodzina Ilibagizy została w tym czasie zamordowana (matka, ojciec, dwóch braci), z wyjątkiem jej najstarszego brata, Aimable'a.
Po wojnie Ilibagiza podjęła pracę w ramach lokalnych struktur ONZ. Od tego czasu występuje publicznie w wielu krajach świata. Jest laureatką Nagrody Pojednania i Pokoju im. Mahatmy Gandhiego za 2007 rok. Angażuje się też w szerzenie kultu i orędzi Matki Bożej z Kibeho.
W czerwcu 2011 r. pojawiła się informacja, że na podstawie pierwszej książki Immaculée Ilibagizy powstanie film fabularny z Rutiną Wesley w roli głównej.
W 2013 otrzymała amerykańskie obywatelstwo.

## Książki
- Ilibagiza, Immaculée (współautor: Steve Erwin) (2006), Ocalona aby mówić, Hay House, ISBN 1-4019-0896-9
- Ilibagiza, Immaculée (współautor: Steve Erwin) (2008), Ocalona, aby przebaczyć, Hay House Inc, ISBN 978-1-4019-1887-3
- Ilibagiza, Immaculée (współautor: Steve Erwin) (2008), Matka Boża z Kibeho, Hay House Inc, ISBN 1-4019-2378-X
- Ilibagiza, Immaculée (współautor: Steve Erwin) (2012), Chłopak, który spotkał Jezusa: Segatashya z Kibeho, Duc In Altum, ISBN 978-83-60710-23-4
- Ilibagiza, Immaculée (współautor: Steve Erwin) (2013), Różaniec, Modlitwa, która ocaliła mi życie, Duc In Altum, ISBN 978-83-6071-034-0